# 한화시스템
한화시스템(韓火System, 영어: Hanwha Systems)은 대한민국의 군수산업체로, 1978년 삼성항공으로 출발, 1991년 삼성전자 특수 사업부로 2000년에 삼성전자와 프랑스 탈레스 그룹과 합작하여 삼성탈레스(영어: Samsung Thales)로 출범하였다.
주로 군 첨단 장비의 개발을 통해 국산화 및 수출을 하고 있는 회사이며 주로 통신전자, 레이다, 광전자 분야에 강점이 많은 회사이다. 2014년 11월 26일 삼성그룹은 한화 그룹에 삼성탈레스등 4개사의 이전을 발표하였다. 이후 한화탈레스(영어: Hanwha Thales)로 사명이 변경되었다가 탈레스그룹이 한화테크윈에 지분을 매각하여 2016년 10월 한화시스템으로 개칭했다.

## 연혁
- 2003년: 천마 탐지 / 추적 레이다 양산 수주, 차기 전차/장갑차 연구개발 사업 계약
- 2004년: 포병용 주야간 관측 장비 사업 체계개발 업체 선정
- 2006년: 철매 -II 다기능 레이다 체계 개발 업체 선정
- 2006년: KHP 개발 계약
- 2006년: 함정용 단거리 추적 레이다 체계 개발 사업자 선정
- 2006년: 능동 파괴 체계 탐지 추적 레이다 체계 개발 사업자 선정
- 2006년: 한국형 전술 데이터 링크 프로토콜 응용 연구 시제 업체 선정
- 2006년: 휴대용 열영상 쌍안경 수출 시작
- 2007년: 검독수리 양산 계약
- 2007년: 신궁 야간 조준기 초도 양상 착수
- 2007년: 전자전 장비 체계 시제 개발 계약 체결
- 2007년: 네트워크(통신) 기반 견마형 로봇 기술 개발 계약
- 2007년: 중고도 무인기 개념연구 용역 지원 계약
- 2007년: 군위성 통신 체계(무궁화 5호) 성공적 개발 완료
- 2015년: 삼성탈레스에서 한화탈레스로 사명 변경
- 2016년: 한화탈레스에서 한화시스템으로 사명 변경
- 2018년: 한화S&C와 합병

## 본점 및 지점 현황
- 본점: 경상북도 구미시 1공단로 244 (공단동)
- 장교동지점: 서울특별시 중구 청계천로 86, 13층, 14층 (장교동, 한화빌딩)
- 죽전지점: 경기도 용인시 수지구 디지털벨리로 101 (죽전동, 데이터센터)